# Takahiro Shiraishi
Takahiro Shiraishi (en japonés: 白石隆浩, romanizado: Shiraishi Takahiro 9 de octubre de 1990 - 27 de junio de 2025) fue un asesino y violador en serie japonés. También era conocido como el "asesino de Twitter", como se le decía en la mayoría de los medios de comunicación en el momento de su sentencia. En Zama, Japón, entre agosto y octubre de 2017, asesinó a nueve personas, ocho de ellas mujeres jóvenes, incluidas tres estudiantes de secundaria.

## Contexto
Shiraishi trabajó como explorador que atraía a las mujeres a los burdeles para trabajar en la industria del sexo en Kabukichō, el distrito rojo más grande de Tokio. La gente advirtió a los lugareños sobre él, describiéndolo como un "explorador espeluznante". Shiraishi se mudó a un apartamento en Zama, Kanagawa, en agosto de 2017.
En la plataforma de redes sociales Twitter, Shiraishi invitó a personas suicidas a su casa, donde se ofreció a ayudarlos a morir o verlos suicidarse. Un amigo indicó que Shiraishi había jugado juegos de asfixia con amigos de la escuela, y los signos de sus víctimas posteriores indicaron que habían sido estrangulados.

## Investigaciones y arresto
El hermano de una de las víctimas desaparecidas comenzó una investigación para encontrar a su hermana. Una mujer conocida solo como "Yumi" lo ayudó al contactar a Shiraishi y establecer una cita falsa. Ambos involucraron a la policía.
La policía llegó al apartamento y preguntó dónde estaba la mujer desaparecida. Shiraishi indicó que estaba en el congelador. La policía encontró nueve cuerpos desmembrados en la casa. En tres neveras portátiles y cinco cajas grandes de almacenamiento, se encontraron cabezas, piernas y brazos. Los vecinos corroboraron los hechos al confirmar que de la casa provenían olores fétidos a carne podrida. Shiraishi había desechado restos de las personas en su contenedor, que había sido retirado con la basura reciclada. Las nueve víctimas eran ocho mujeres y un hombre, todos de entre 15 y 26 años.
La investigación policial confirmó que la mujer desaparecida había estado caminando con Shiraishi el 23 de octubre. Shiraishi confesó haber asesinado y desmembrado a las nueve personas. Antes de cometer los asesinatos, Shiraishi le había dicho a su padre que su vida no tenía sentido. Shiraishi afirmó que su motivación era el sexo y el lucro. Mató a su única víctima masculina porque estaba buscando a una de sus víctimas femeninas.

## Juicio y ejecución
El 1 de octubre de 2020, Shiraishi se declaró culpable de nueve asesinatos. El 15 de diciembre de 2020, fue condenado a muerte. Indicó que no apelaría la sentencia. La sentencia de muerte de Shiraishi se ejecutó en enero de 2021, y fue ejecutado en la horca el 27 de junio de 2025, siendo la primera persona en ser ejecutada desde 2022. La ejecución fue condenada por Amnistía Internacional.